# Sidney Meadows
Sidney Meadows  (c. 1699 - 15 novembre 1792) est un homme politique britannique.

## Biographie
Il est le fils aîné du diplomate Philip Meadowes (d.1757), de Brompton, Kensington, et de sa femme Dorothy, fille d'Edward Boscawen. Le 2 juin 1742, il épouse Jemima, fille de Charles Montagu de Durham et petite-fille d'Édouard Montagu (1er comte de Sandwich) ; ils n'ont pas d'enfants. Edward Montagu (1692-1776), de Sandleford, est un beau-frère.
Grâce à l'influence de son oncle Hugh Boscawen (1er vicomte Falmouth), Meadows est élu au Parlement pour Penryn en 1722 et pour Truro en 1727. En 1734, il est nommé député de Tavistock par le duc de Bedford. Tous ses votes enregistrés sont contre le gouvernement et il ne se présente pas en 1741. En 1757, il succède à son père et en 1758, il est nommé chevalier maréchal, l'un des juges (avec le Lord-intendant de la cour de Marshalsea. Il occupe cette fonction jusqu'à sa mort. En 1761, Sidney Meadows est ranger adjoint de Richmond Park alors que le premier ministre John Stuart (3e comte de Bute) est ranger. Le frère de Sidney, Philip (d.1781), est le garde-forestier adjoint de Windsor Park,,.